# Pírcing

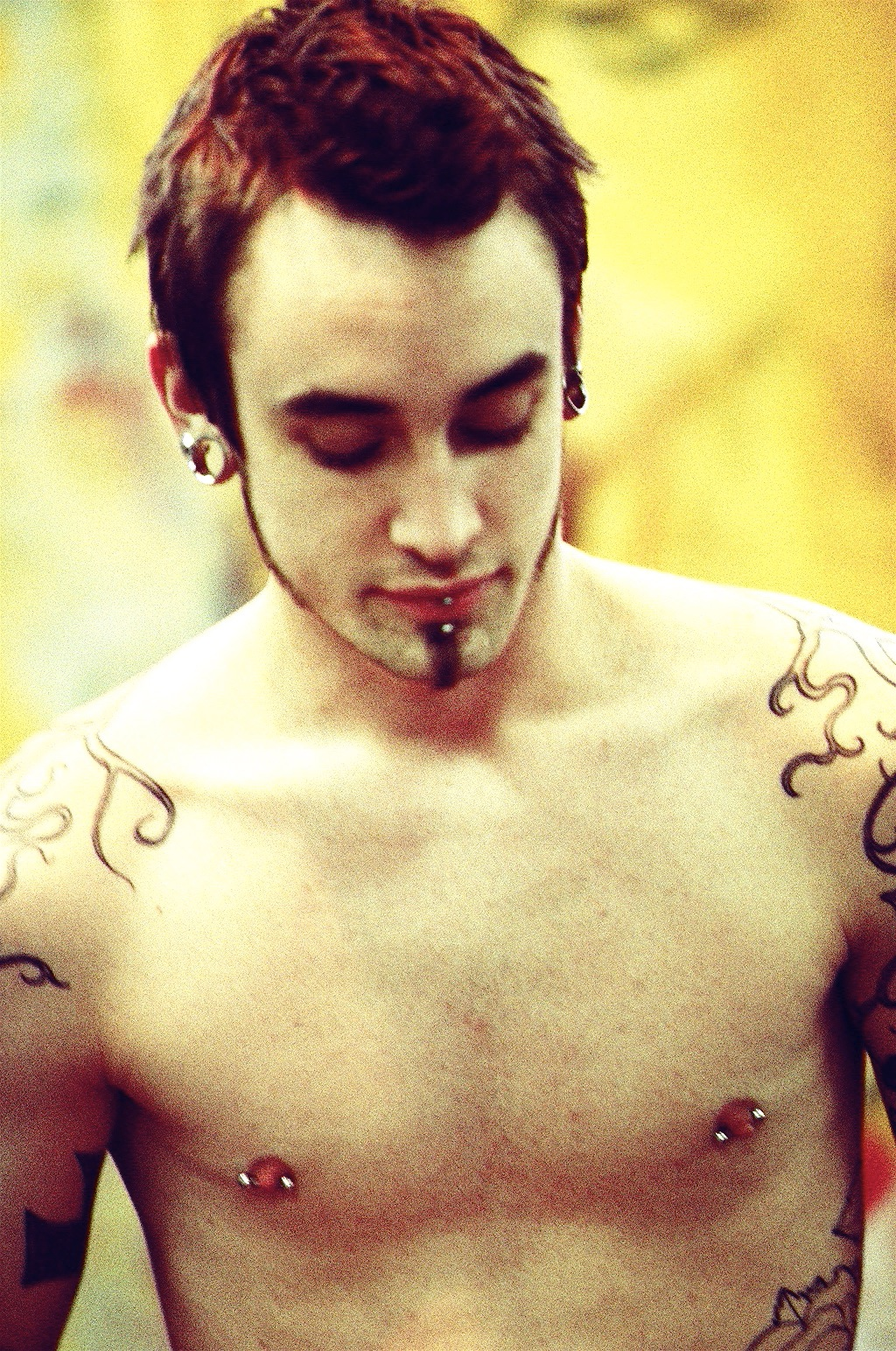
Pírcing de mugrons, de llavi, i dilatadors a les orelles.

Pírcing (de piercing, veu anglesa que significa 'perforació') és la pràctica de posar-se adorns del mateix nom, travessant la pell. Els més freqüents són a l'orella, el nas, la cella, la llengua, el melic, els mugrons, encara que també es poden fer a altres parts del cos.

## Història
És impossible de saber amb exactitud quan es va començar a usar com a ritual o celebració. Les primeres mostres de perforacions daten de l'any 709 aC. S'han trobat jeroglífics on apareix la imatge del Jaguar Protector essent perforat per la seva esposa, Lady Xoc, a la llengua, ritu que anomenaven ritu de la sang.
També es creu que, a l'origen, els esquimals van ser els primers a utilitzar aquest tipus d'aplicacions, que ells anomenaven labrets. Aquesta tribu perforava els joves que es convertien en adults per a demostrar que tenien qualitats i eren aptes per a caçar amb els adults. Encara que no fos difós, eren moltes les tribus que tenien com a ritual la perforació d'alguna part del cos.
Potser els més avançats a l'hora de perforar eren els maies, que es perforaven el llavi, el nas i les orelles amb joies. També els antics romans ja es perforaven els mugrons com a mostra de virilitat i fortalesa,per a sostenir les curtíssimes capes que usaven a manera de vestimenta. Les dones de l'alta societat també es perforaven els mugrons per a donar-los volum i ésser més atractives.

## Prevencions
Cal tenir en compte a l'hora de fer un pírcing: 
- Si s'han tingut infeccions producte de la col·locació de pírcings anteriorment, perquè és probable que tornin a aparèixer. Hi ha persones que tenen més facilitat per a les infeccions.
- Que tot el material ha de ser esterilitzat amb autoclau o rebutjat.
- Que no es pot donar sang durant un any.

## Materials
- Titani lleuger (al voltant de 60% del pes de l'acer inoxidable donat el mateix volum), és altament resistent a la corrosió i és menys probable que reaccioni amb els líquids corporals, no és magnètic, pot ser anoditzat per a crear una capa d'òxid de color a la superfície. Els colors comuns són el groc, blau, morat, verd i arc de Sant Martí.
- "Blackline" joies de recobriment s'ha demostrat adequada per a les perforacions que encara no han guarit, puix que és lleuger, segur i durable. No obstant això, si s'utilitza quan està en contacte amb les parts dures del cos, com les dents, o si la joieria es canvia amb freqüència, la capa superficial pot ser raspada. Es pot esterilitzar en autoclau.
- "Zircontwo" és més adequat per a un pírcing per a la guarició que l'or real, car no es descoloreix com sovint ho fa l'or de 18K (75%). També és més lleuger i té una superfície més llisa de manera que no causi gaire irritació. També és més bon mercat i significativament més durable.
- El bronze s'utilitza sovint en pírcings grossos en forma de penjants de les orelles i en joieria ètnica d'Indonèsia i altres llocs del món. El bronze és un aliatge de metalls diferents, però la mescla més comuna (en la joieria de la perforació) és de 90% de coure i 10% d'estany.
- El "glass" és un material comú per a la perforació s'ha utilitzat durant milers d'anys. Per exemple, taps de vidre s'han trobat en tombes egípcies antigues. Ben format i fabricat, el vidre és un material excel·lent: còmode d'usar, robust i segur per al cos. No obstant això, el desencariment de pírcings de vidre que no estan coberts amb una capa de metall es poden trencar fàcilment en trossos. Si cau la joia de vidre a terra, probablement ja no es podrà utilitzar novament. També un pírcing d'aquesta mena que sigui de bon mercat, posat a la llengua, pot, sense voler mastegant, trencar-se en bocinets i causar laceracions.
- El plàstic és un material lleuger, amb una sorprenent resistència a les reaccions químiques del cos i una assegurança contra la major part de les al·lèrgies. Ara bé, molts plàstics són absorbents i tenen una superfície porosa, la qual cosa fa necessari de treure sovint la joia fora i netejar-la a fons o substituir-la per tal d'evitar una infecció o sensibilització dels residus.